# Public Awareness
Public Awareness ist ein Begriff aus der Außenkommunikation und beschreibt als Ziel, ein Thema in der Öffentlichkeit zu lancieren und im öffentlichen Bewusstsein zu verankern. Dabei bedeutet Außenkommunikation die umfassende Darstellung einer Organisation (oder Institution) nach außen, die Kommunikation mit der Welt außerhalb der eigenen Struktur.

## Begriff
Der Begriff stammt aus dem Wirtschaftsenglisch und hat die Bedeutung: „in der Öffentlichkeit bewusst sein“ oder auch „öffentliches Bewusstsein“. Diese Bedeutung meint das Bekanntmachen von Problemstellungen oder gesonderten Interessen. 
Public Awareness ist abzugrenzen von 
- Wirtschaftswerbung, bei der es um Güter und Dienste geht.
- Public Relations und Öffentlichkeitsarbeit, bei denen es um das Image einer Firma oder Branche geht.
- Marketing, dem Oberbegriff für alle Verkaufsanstrengungen einer Unternehmung am Markt.

## Methode
Strategisch geschieht dies in zwei Phasen: Das Thema muss zuerst bekannt gemacht werden, das heißt, die Umworbenen müssen also erst einmal erfahren, dass dieses Thema existiert. Zum zweiten muss den Zielgruppen einleuchtend vermittelt werden, dass es sich lohnt, über die Thematik nachzudenken, oder dass das Thema die Zielgruppe unmittelbar tangiert.
Public Awareness ist hierbei vorrangiges Instrument zur Außenkommunikation der öffentlichen Verwaltung und von Non-Profit-Organisationen, weniger von Wirtschaftsunternehmen. Im letztgenannten Zusammenhang dient Public Awareness meist mittelbar strategischen Zwecken, wie dem Standortmarketing, der Nachwuchswerbung oder der Kommunikation von Nachhaltigkeitsprojekten.
Um das zu erreichen, ist ein Medien- und Methodenmix gefragt. Neben klassischer Öffentlichkeitsarbeit müssen alle verfügbaren Medienkanäle genutzt werden, Sympathieträger (Gewährsleute) müssen für das Thema gewonnen werden, und es muss den angesprochenen Menschen als in ihrem eigenen Interesse liegend nahegebracht werden. Dort, wo die Menschen sind – in der Fußgängerzone, im Supermarkt, im Betrieb – müssen Aktionen stattfinden, die das Thema und die Menschen vor Ort zusammenbringen.
Ein bekanntes Public-Awareness-Projekt – das erste seiner Art in Deutschland – war der DefiDay, eine Aktions- und Informationsveranstaltung zum Thema Frühdefibrillatoren durch Laien zur Bekämpfung des Sekundentods, die von dem Kommunikationsspezialisten Martin Lutz konzipiert und durchgeführt wurden. Dieses Projekt wurde zum HerzRetterTag weiterentwickelt, an dem unter Beibehaltung des thematischen Bogens ein ganzes Bundesland (Hessen) flächendeckend und gleichzeitig über das gesellschaftlich relevante Thema informiert wurde.
Public Awareness wird in Deutschland von einer Handvoll spezialisierter, kaufmännisch betriebener Agenturen betrieben, die meist ihre Kompetenz aus dem Bereich der Kultur- und Sozialwissenschaften ziehen, weniger aus den Bereichen des Marketings i. e. S.